# Riich G6
La Riich G6 (codice progettuale B12) è un'autovettura di tipo berlina prodotta dalla casa automobilistica cinese Chery Automobile dal 2009 al 2013.
Venne prodotta anche in versione limousine denominata Riich G6 Paramount.

## Storia
All’inizio del 2005 la Chery vara il piano industriale “Visionary Vehicle” che prevede la realizzazione di una nuova gamma di vetture globali da poter vendere anche in Europa e negli Stati Uniti; tra i futuri modelli rientrano due grandi berline di segmento D ed E per le quali affida la progettazione e il design alla carrozzeria Bertone. Nasce così il progetto B12 destinato a diventare l’ammiraglia della casa cinese. 
Già l’anno successivo la Bertone realizza il design finale che viene approvato dai vertici della Chery ed immediatamente viene avviata la fase di ingegnerizzazione della vettura. Insieme alla Benteler viene sviluppato il nuovo telaio a trazione anteriore e come benchmarking venne scelta l’Audi A6L (la versione a passo lungo) che in Cina godeva di un ottimo successo. 
Nell'aprile del 2008 al salone di Pechino la Chery presenta il modello di pre produzione ribattezzato Chery Eastar 6 e ne comunica la messa in produzione prevista per l’anno successivo con una gamma motori composta da un 2.0 litri benzina turbo prodotto dalla propria sussidiaria Acteco e da un 3.0 litri V6 benzina di origine Mitsubishi.
La versione definitiva viene presentata al salone dell’automobile di Shanghai nell’aprile del 2009 ribattezzata Riich G6 ed in contemporanea entra in produzione nello stabilimento Chery di Wuhu. È la prima vettura ad utilizzare il nuovo brand di lusso Riich seguita dalla più compatta G5 sempre opera di Bertone.
Si tratta di una berlina di segmento E lunga quasi 5 metri con abitacolo a 5 posti. Le vendite partono dalla fine dell’anno solo per enti statali e governativi con il solo motore 2.0 litri benzina turbo (codice telaio SQR7200B12T7) da 158 cavalli con cambio automatico a cinque rapporti di origine Hyundai.
Soltanto nell’agosto del 2011 partiranno le vendite anche ai privati e la vettura sarà disponibile presso la rete di vendita Chery; siccome la produzione era limitata agli enti di stato la casa aggiunse un secondo motore, il più piccolo 1.8 turbo (codice telaio SQR7181B12T7) erogante 155 cavalli, che grazie alla cilindrata ridotta godeva di vantaggi fiscali.
Tuttavia a causa dei prezzi elevati e della forte concorrenza dei costruttori tedeschi e giapponesi nel segmento, le vendite della G6 furono estremamente basse, e l’esportazioni verso Europa e America non partirono. 
La produzione della vettura termina nell’aprile 2013 dopo circa quattro anni, in seguito anche alla chiusura del marchio Riich. Non è stata sostituita da nessun modello.

## Meccanica
La G6 utilizza un nuovo telaio di base condiviso anche con la sorella minore G5; si tratta di una nuova piattaforma modulare realizzata appositamente da Chery per i modelli di fascia alta insieme alla Bentler. Lo schema è a trazione anteriore con motore anteriore in posizione trasversale. Il passo è di 2,820 metri. Le sospensioni anteriori possiedono una geometria a ruote indipendenti a doppio braccio con barra stabilizzatrice mentre le posteriori sono di tipo indipendenti con schema multilink a cinque bracci e barra stabilizzatrice, ammortizzatori con molle elicoidali a controllo elettronico. 
Lo scheletro della carrozzeria è realizzato in acciai alto resistenziali misto ad acciai a deformazione programmata. La lunghezza è di 4,968 metri, la larghezza di 1,845 metri e l’altezza di 1,526 metri. 
I dispositivi di sicurezza di serie sono ABS con EBD, ESP con controllo trazione, cruise control.